# Susan Montgomery
M. Susan Montgomery (* 2. April 1943 in Lansing, Michigan) ist eine US-amerikanische Mathematikerin.

## Leben und Wirken
Susan Montgomery studierte Mathematik und erhielt im Mai 1965 ihren Bachelor of Arts (summa cum laude) von der University of Michigan und im Juni 1966 ihren Master of Science von der University of Chicago. Im August 1969 wurde sie an der University of Chicago zum Ph.D. promoviert. Ihr Doktorvater war Israel Herstein. Anschließend war sie von 1969 bis 1970 Assistant Professor an der DePaul University. Seit 1970 ist sie an der University of Southern California, wo sie als Assistant Professor (1970–1975) und Associate Professor (1975–1982) tätig war und seit 1982 Professor ist. 1996 bis 1999 stand sie dem Mathematikdepartment vor. Als Gastwissenschaftlerin war sie an der Hebräischen Universität Jerusalem (1973), University of Chicago (1977), University of Leeds (1977, 1981), University of California, San Diego (1985), Mathematical Sciences Research Institute (1985, 1993, 1999–2000), University of Wisconsin–Madison (1985), University of New South Wales (1988), Ludwig-Maximilians-Universität München (1996) und Mittag-Leffler-Institut (2004).
Montgomery beschäftigte sich mit der Gruppenwirkung auf Ringen. Später arbeitete sie vorwiegend auf dem Gebiet der nichtkommutativen Algebren, insbesondere zu Hopf-Algebren, ihren Strukturen und Darstellungen sowie ihren Wirkungen auf andere Algebren. Montgomery erhielt 1984 ein Guggenheim-Stipendium und 1986 den Albert S. Raubenheimer Distinguished Faculty Award der University of Southern California. 2011 durfte sie die Noether Lecture halten. Sie ist Fellow der American Mathematical Society und der Association for Women in Mathematics.
Montgomery ist verheiratet und hat drei Stiefsöhne.

## Werke
Montgomery veröffentlichte mehr als 100 Aufsätze in wissenschaftlichen Zeitschriften oder Büchern. Außerdem:
- M. Susan Montgomery: The Lie Structure of Simple Rings with Involution of Characteristic 2. Thesis (Ph. D.), University of Chicago, 1969
- Susan Montgomery, Elizabeth W. Ralston [u. a.] (Herausgeber): Selected papers on algebra (= The Raymond W. Brink selected mathematical papers, Band 3). The Mathematical Association of America, [Washington DC] 1977, ISBN 0-88385-203-9
- Susan Montgomery: Fixed rings of finite automorphism groups of associative rings (= Lecture notes in mathematics, Band 818). Springer-Verlag, Berlin [u. a.] 1980, ISBN 3-540-10232-9, doi:10.1007/BFb0091561
- Susan Montgomery (Herausgeberin): Group actions on rings [Proceedings AMS-IMS-SIAM Joint Summer Research Conference] (= Contemporary mathematics, Band 43). American Mathematical Society, Providence 1985, ISBN 0-8218-5046-6, Nachdruck: 1990
- Susan Montgomery, Lance W. Small (Herausgeber): Noncommutative rings (= Mathematical Sciences Research Institute publications, Band 24). Springer-Verlag, Berlin [u. a.] 1992, ISBN 3-540-97704-X
- Susan Montgomery: Hopf algebras and their actions on rings (= Regional Conference Series in Mathematics, Band 82). American Mathematical Society, Providence 1993, ISBN 0-8218-0738-2; Nachdruck: 1995, 2003, 2009
- Jeffrey Bergen, Susan Montgomery (Herausgeber): Advances in Hopf algebras (= Lecture Notes in Pure and Applied Mathematics, Band 158). Marcel Dekker, New York [u. a.] 1994, ISBN 0-8247-9065-0
- Susan Montgomery, Hans-Jürgen Schneider (Herausgeber): New Directions in Hopf Algebras (= Mathematical Sciences Research Institute Publications, Band 43). Cambridge University Press, Cambridge [u. a.] 2002, ISBN 0-521-81512-6